# Noble (Louisiane)
Pour les articles homonymes, voir Noble (homonymie).
Noble est un village de la paroisse de Sabine, dans l'État de Louisiane, aux États-Unis. En 2020, il compte une population de 200 habitants.

## Démographie
Lors du recensement de 2010, le village comptait une population de 252 habitants, tandis qu'en 2020, elle s'élève à 200 habitants.